# French Kissing
French Kissing (englisch für: „Zungenküssen“, wörtlich „Französisches Küssen“) ist ein Lied der deutschen Popsängerin Sarah Connor aus dem Jahr 2001.

## Entstehung und Veröffentlichung
Geschrieben wurde French Kissing von Kay Denar und Rob Tyger mit Teddy Riley, André Young, William „Skylz“ Stewart, Chauncey Hannibal und Lynise Walters. Die Erstveröffentlichung des Titels erfolgte nach Let’s Get Back to Bed – Boy! als zweite Single am 20. August 2001 beim Label X-Cell Records. Auf der B-Seite befand sich eine „Divine Dance-RMX“-Version. Das Lied erschien auch als erweiterte CD-Maxi-Single mit Remix-Versionen des Titels. Am 26. November 2001 erschien es als Teil von Connors Debütalbum Green Eyed Soul. 
Der Titel enthält ein Sample des von der US-amerikanischen Band Blackstreet 1996 veröffentlichten Songs No Diggity, wobei dieser allerdings zum größten Teil auf Grandma’s Hands von Bill Withers basiert. Zudem gibt es Anleihen an  Suzanne Vegas Nummer-eins-Hit Tom’s Diner, ohne dass deren Melodie tatsächlich übernommen wird.

## Musikvideo

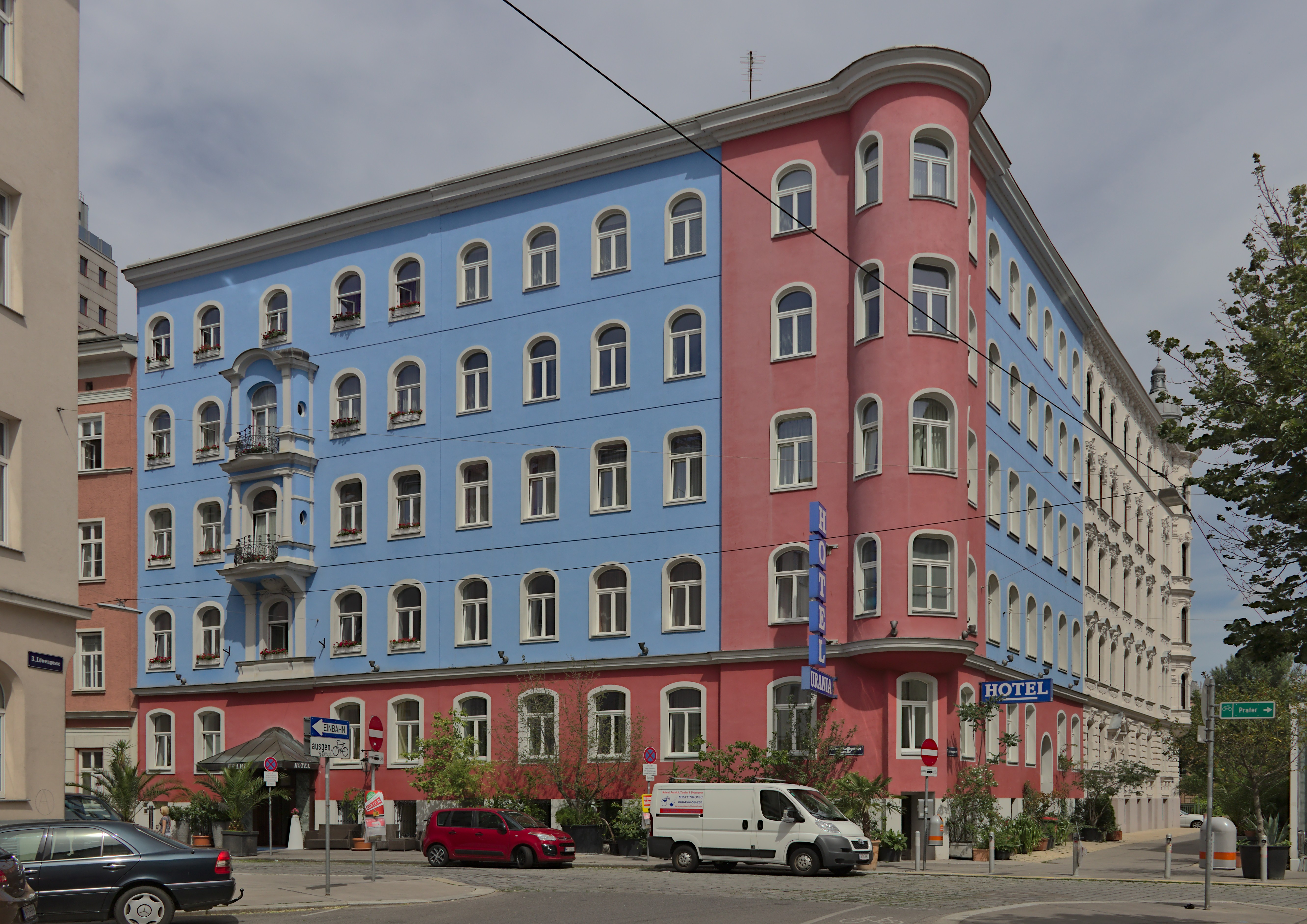
Hotel Urania in Wien, Drehort des Musikvideos

Das Musikvideo wurde Ende Juli 2001 von DoRo Produktion im Hotel Urania in Wien gedreht. Die Regie führten Hannes Rossacher und Frank Wilde. Klaus Andresen spielte Sarahs Liebhaber im Video. In dem Musikvideo legt die Interpretin eine Kompaktkassette, die mit dem Titel „French Kissing“ beschriftet ist, in einen Kassettenrekorder ein und begibt sich mit extravaganter Kleidung in ein Bordell. Im Oktober 2010 offiziell hochgeladen, verzeichnete das Video bis 2024 über 1,7 Millionen Aufrufe auf der Videoplattform YouTube.

## Rezeption

### Kritik
Michael Frömmer, Musikkritiker des Online-Magazins laut.de, kritisiert French Kissing und Let’s Get Back to Bed – Boy! als „sampleüberladene Retortenhits, die höchstens pubertierende Jugendliche ansprechen“.

### Chartplatzierungen
| ChartsChartplatzierungen | Höchstplatzierung | Wochen |
| ------------------------ | ----------------- | ------ |
| Deutschland (GfK)        | 26 (11 Wo.)       | 11     |
| Österreich (Ö3)          | 18 (1 Wo.)        | 1      |
| Schweiz (IFPI)           | 53 (1 Wo.)        | 1      |